# Torneo de las Tres Naciones 2003
El Torneo de las Tres Naciones 2003 fue la octava edición de la competencia anual hoy conocida como Rugby Championship.
Comenzó el 12 julio y finalizó el 16 de agosto, participaron las tres potencias del hemisferio sur: Australia, Nueva Zelanda y Sudáfrica. Los All Blacks ganaron el torneo venciendo en todos los partidos y obtuvieron su quinto título.

## Modo de disputa
El torneo se disputó con el sistema de todos contra todos a dos series, de ida y vuelta. Cada partido dura 80 minutos divididos en dos partes de 40 minutos.
Los cuatro participantes se agrupan en una tabla general teniendo en cuenta los resultados de los partidos mediante un sistema de puntuación, la cual se reparte:
- 4 puntos por victoria.
- 2 puntos por empate.
- 0 puntos por derrota.

También se otorga punto bonus, ofensivo y defensivo:
- El punto bonus ofensivo se obtiene al marcar cuatro (4) o más tries.
- El punto bonus defensivo se obtiene al perder por una diferencia de hasta siete (7) puntos.

## Equipos participantes
| Australia | Nueva Zelanda | Sudáfrica  |
| --------- | ------------- | ---------- |
| Wallabies | All Blacks    | Springboks |

## Tabla de posiciones
| Posición | Equipos       | Partidos | Partidos | Partidos | Partidos | Puntos  | Puntos    | Puntos     | Bonus | Bonus | Puntos |
| Posición | Equipos       | PJ       | PG       | PE       | PP       | A favor | En contra | Diferencia | OF    | DF    | Puntos |
| -------- | ------------- | -------- | -------- | -------- | -------- | ------- | --------- | ---------- | ----- | ----- | ------ |
| 1        | Nueva Zelanda | 4        | 4        | 0        | 0        | 142     | 65        | +77        | 2     | 0     | 18     |
| 2        | Australia     | 4        | 1        | 0        | 3        | 89      | 106       | −17        | 0     | 2     | 6      |
| 3        | Sudáfrica     | 4        | 1        | 0        | 3        | 62      | 122       | −60        | 0     | 0     | 4      |

## Resultados
BO: Punto de bonificación ofensivo.
BD: Punto de bonificación defensivo.
Primera fecha
| 12 de julio | Sudáfrica | 26 - 22 BD | Australia | Newlands, Ciudad del Cabo |  |

Segunda fecha
| 19 de julio | Sudáfrica | 16 - 52 BO | Nueva Zelanda | Loftus Versfeld, Pretoria |  |

Tercera fecha
| 26 de julio | Australia | 21 - 50 BO | Nueva Zelanda | Telstra Stadium, Sídney |  |

Cuarta fecha
| 2 de agosto | Australia | 29 - 9 | Sudáfrica | Suncorp Stadium, Brisbane |  |

Quinta fecha
| 9 de agosto | Nueva Zelanda | 19 - 11 | Sudáfrica | Carisbrook, Dunedin |  |

Sexta fecha
| 16 de agosto | Nueva Zelanda | 21 - 17 BD | Australia | Eden Park, Auckland |  |

| Tres Naciones 2003 Campeón 2003 |
| ------------------------------- |
| Nueva Zelanda Quinto título     |